# Мальцево (Сычёвский район)
Ма́льцево— деревня в Смоленской области России, в Сычёвском районе. Расположена в северо-восточной части области в 1 км к югу от Сычёвки, на правом берегу реки Вазузы, у автодороги Р134 «Старая Смоленская дорога» Смоленск — Дорогобуж — Вязьма — Зубцов. 
Население — 663 жителя (2007 год). Административный центр Мальцевского сельского поселения.

## Экономика
Племенной завод «Сычёвка».